# Skrallarberget
Skrallarberget är ett naturreservat i Torsby kommun i Värmlands län.
Området är naturskyddat sedan 2003 och är 87 hektar stort. Reservatet omfattar en svag östsluttning av Skrallarberget med mindre myrmarker. Reservatet består av gles tallskog med inslag av gran och lövträd. 